# روبرت ك. جي. تمبل
روبرت ك. جي. تمبل (بالإنجليزية: Robert K. G. Temple)‏ هو عالم يوفولوجيا وكاتب أمريكي، ولد في 1945.